# Vince Williams
Vince Williams (* 11. Juli 1957 in Natchitoches, Louisiana; † 6. Januar 1997 in Englewood, New Jersey) war ein US-amerikanischer Schauspieler, der vor allem aus Seifenopern bekannt ist. 
Williams gab 1988 sein Fernsehdebüt in der US-amerikanischen Seifenoper Loving. Ein Jahr später stieg er in der Springfield Story ein. Dort spielte er die Rolle des Hampton Speakes bis 1995.
Vince Williams war von 1986 bis zu seinem Tod mit Kathryn Hunter verheiratet. Das Paar hatte ein gemeinsames Kind. Er starb 1997 an Bauchspeicheldrüsenkrebs.